# Curio repens
Curio repens là một loài thực vật có hoa trong họ Cúc. Loài này được G.D.Rowley miêu tả khoa học đầu tiên năm 1955.

## Gallery

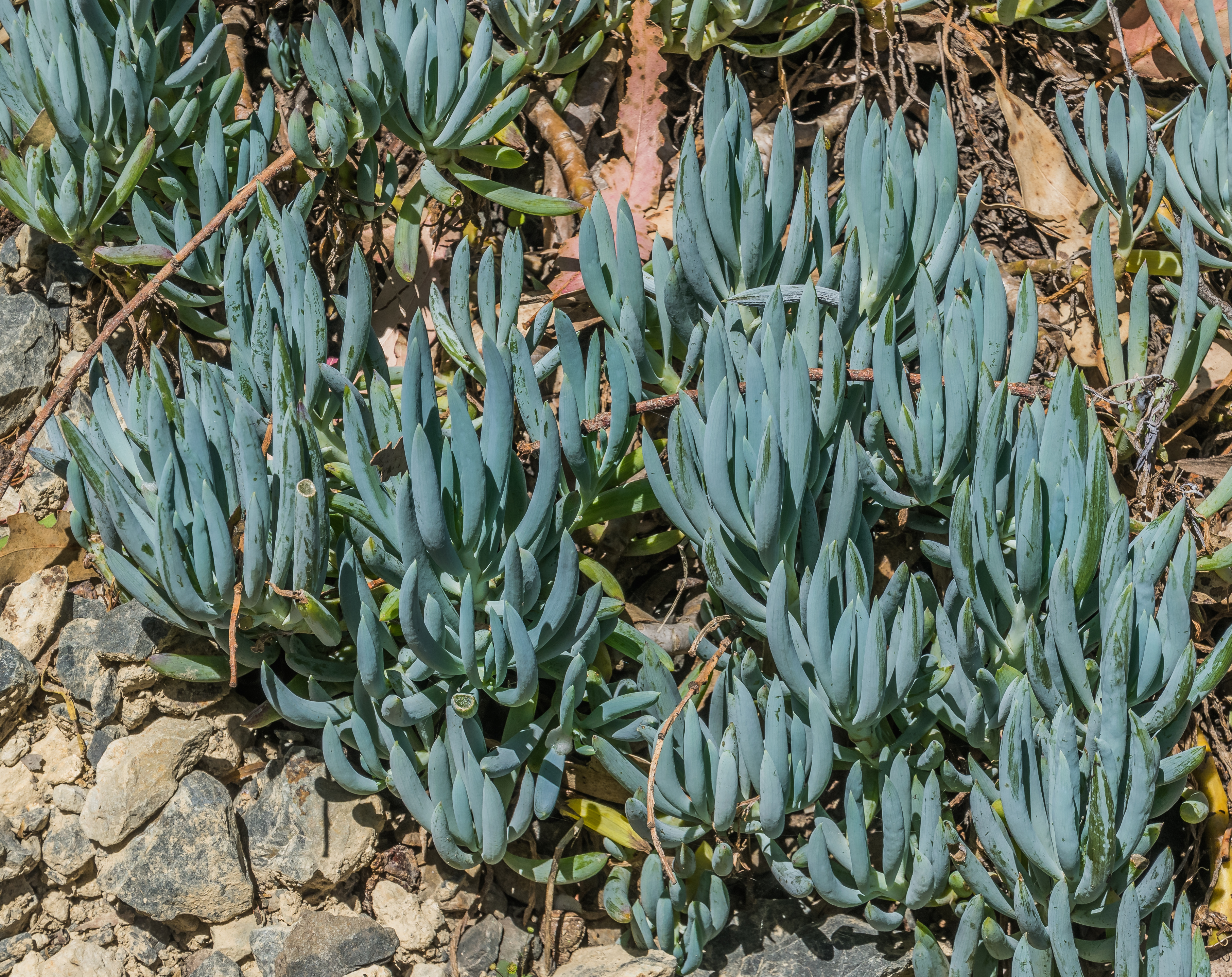
In a rock garden
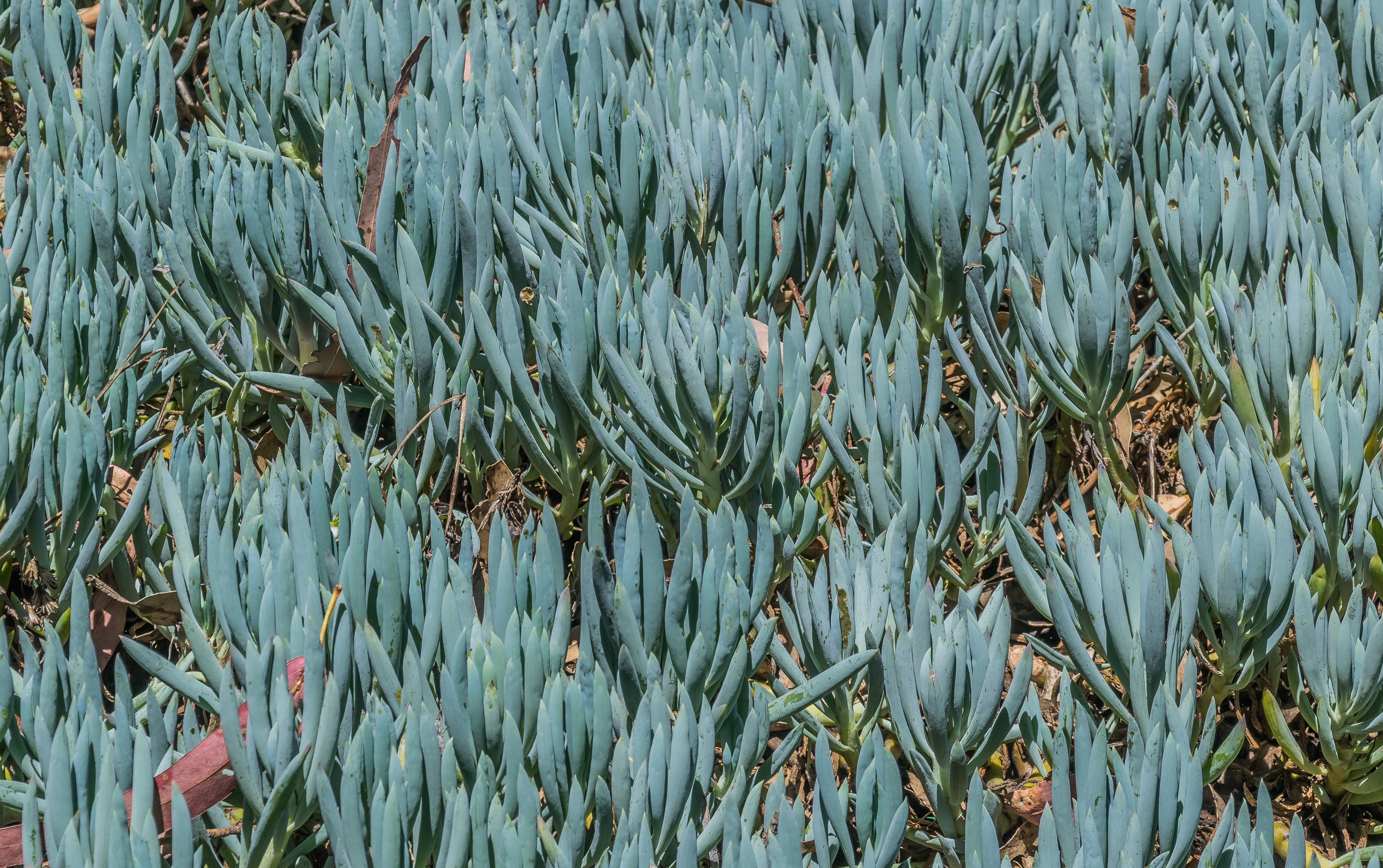
Mass growing
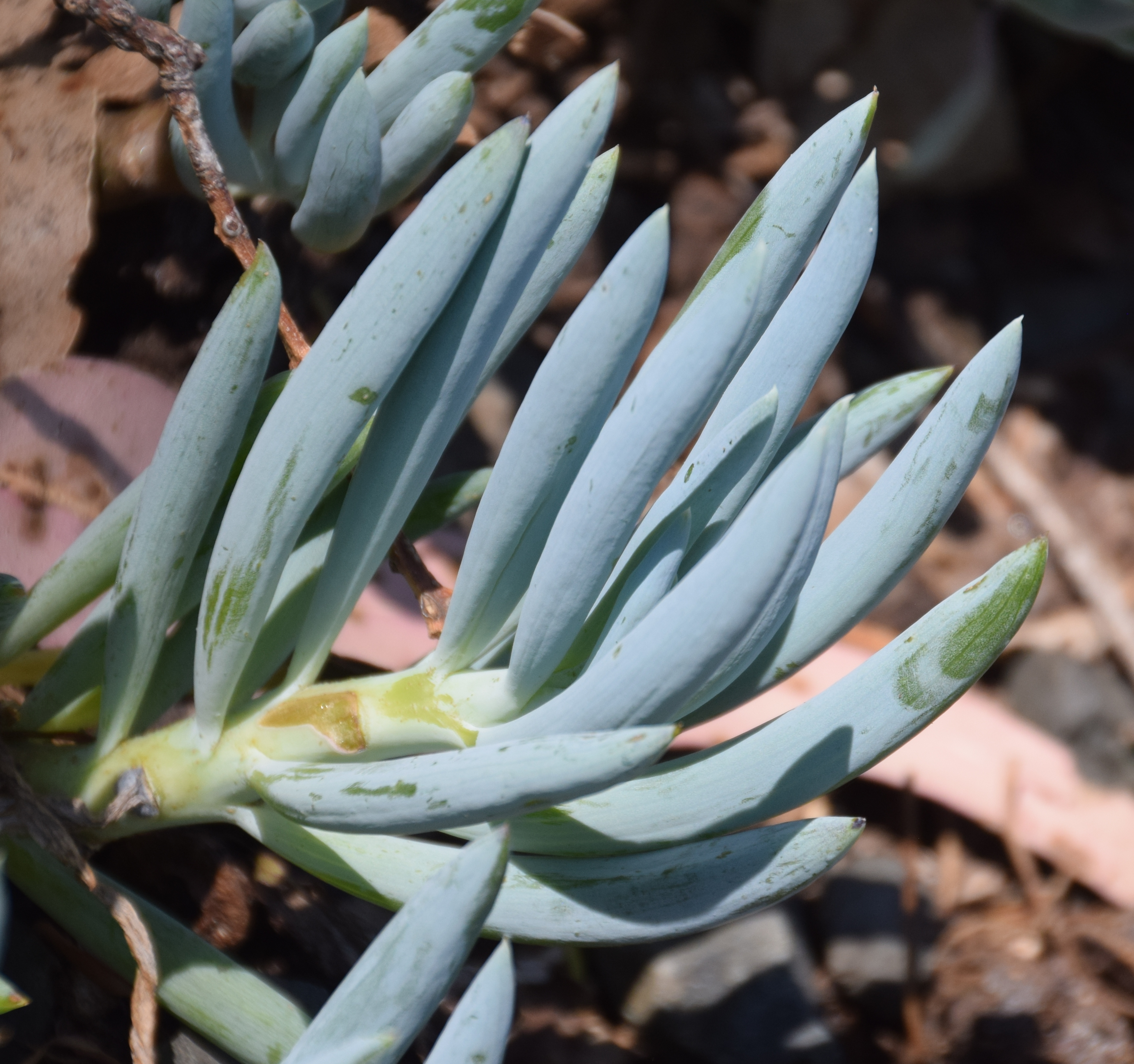
Close up
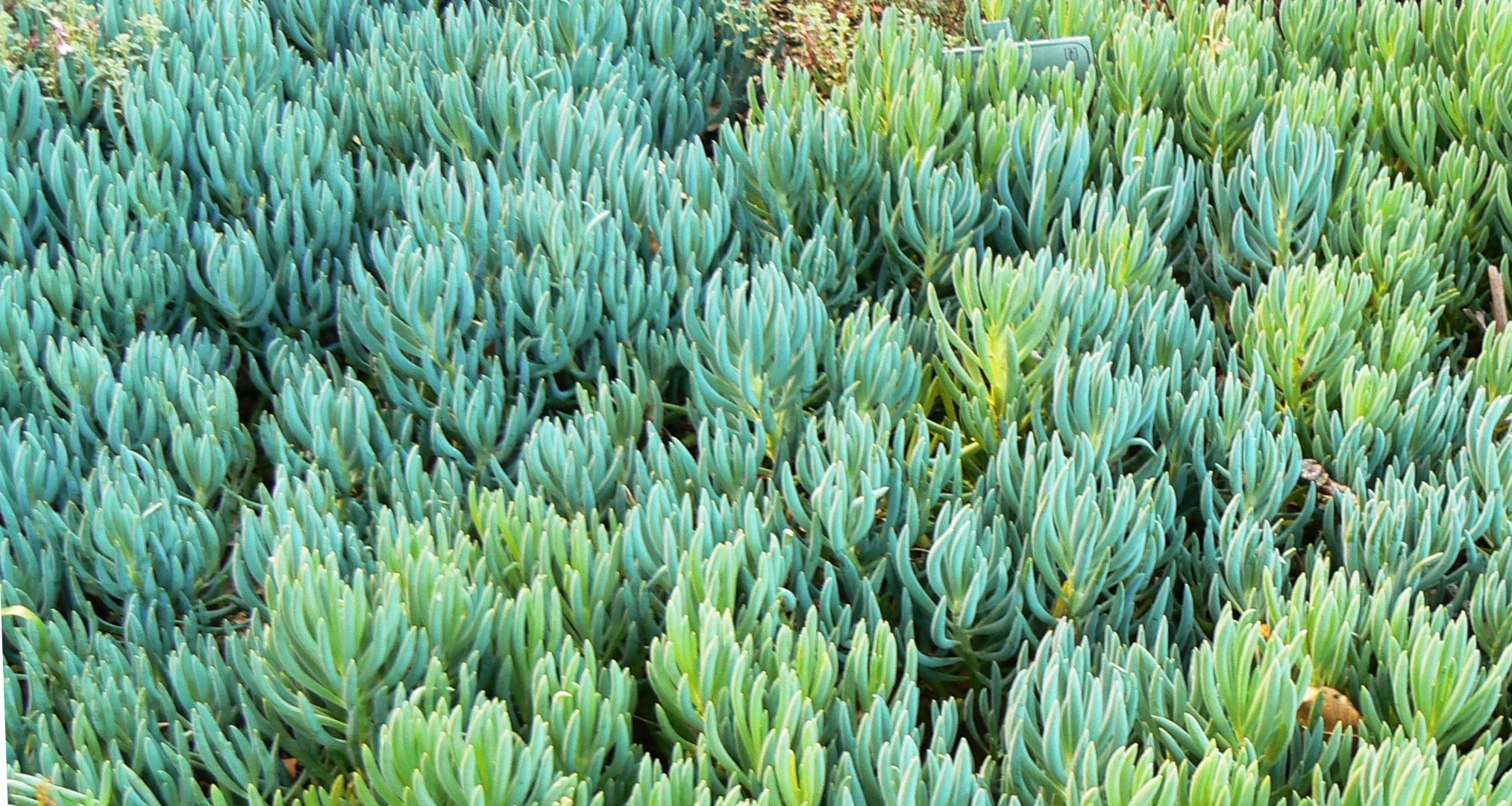
Mat formation
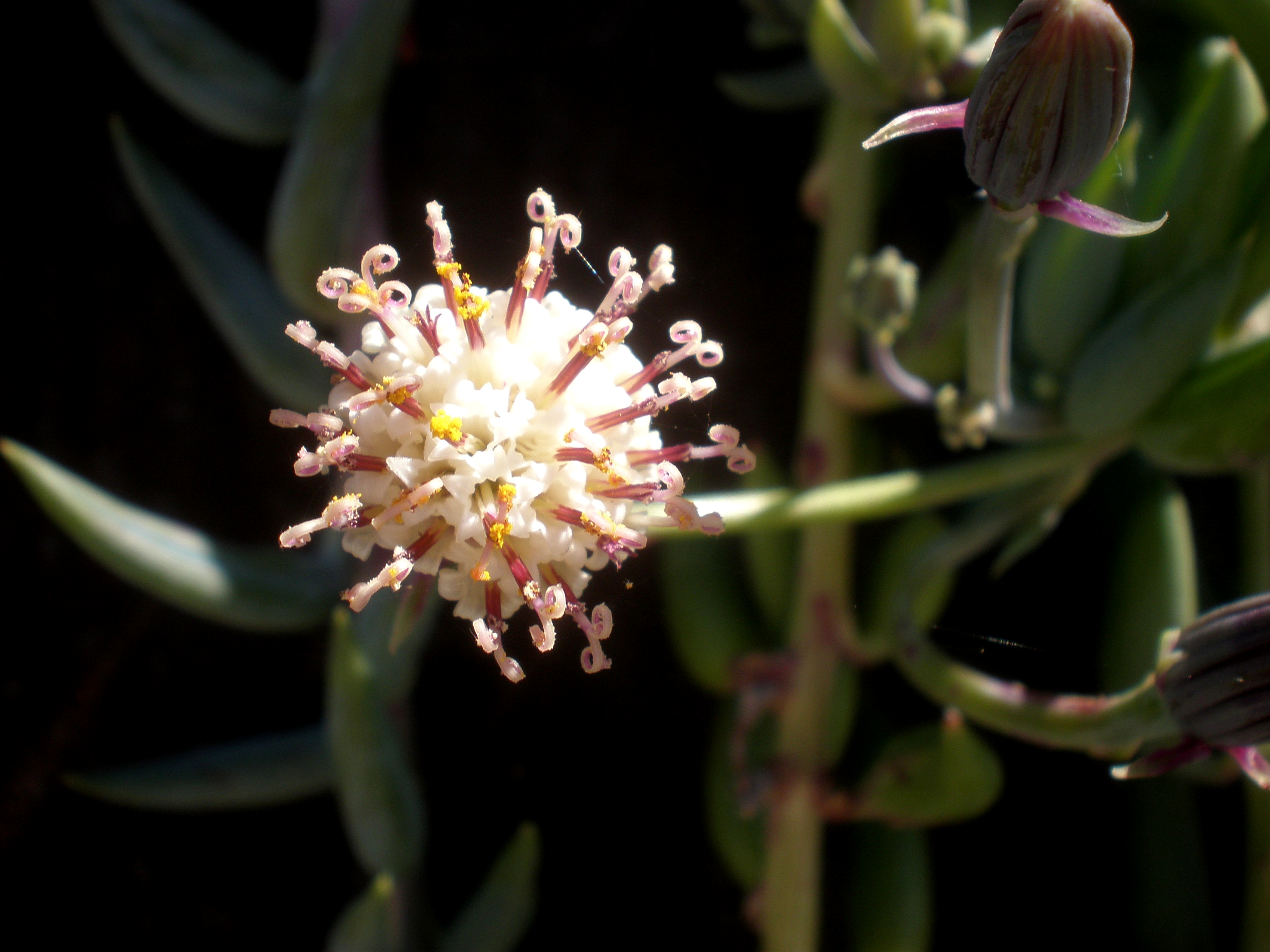
Flower up-close